# Cueta asirica
Cueta asirica is een insect uit de familie van de mierenleeuwen (Myrmeleontidae), die tot de orde netvleugeligen (Neuroptera) behoort. 
Cueta asirica is voor het eerst wetenschappelijk beschreven door Hölzel in 1982.